# Wakita
Wakita és un poble dels Estats Units a l'estat d'Oklahoma. Segons el cens del 2000 tenia 420 habitants.

## Demografia
Segons el cens del 2000, Wakita tenia 420 habitants, 165 habitatges, i 102 famílies. La densitat de població era de 491,4 habitants per km².
Dels 165 habitatges en un 27,3% hi vivien nens de menys de 18 anys, en un 53,3% hi vivien parelles casades, en un 6,1% dones solteres, i en un 37,6% no eren unitats familiars. En el 32,7% dels habitatges hi vivien persones soles el 16,4% de les quals corresponia a persones de 65 anys o més que vivien soles. El nombre mitjà de persones vivint en cada habitatge era de 2,3 i el nombre mitjà de persones que vivien en cada família era de 2,94.
Per edats la població es repartia de la següent manera: un 20% tenia menys de 18 anys, un 8,1% entre 18 i 24, un 21% entre 25 i 44, un 21,7% de 45 a 60 i un 29,3% 65 anys o més.
L'edat mediana era de 46 anys. Per cada 100 dones de 18 o més anys hi havia 87,7 homes.
La renda mediana per habitatge era de 30.096 $ i la renda mediana per família de 34.792 $. Els homes tenien una renda mediana de 22.361 $ mentre que les dones 21.500 $. La renda per capita de la població era de 17.302 $. Entorn de l'11,4% de les famílies i l'11,9% de la població estaven per davall del llindar de pobresa.

## Poblacions més properes
El següent diagrama mostra les poblacions més properes.